# Maciej Stachowiak
Maciej Stachowiak (ur. 6 czerwca 1976 w Koszalinie) – amerykański programista pochodzenia polskiego obecnie zatrudniony przez Apple jako lider zespołu odpowiedzialnego za rozwój przeglądarki Safari i silnik przeglądarki WebKit. Jako wieloletni zwolennik Open Source był zaangażowany w rozwój Scwm, GNOME i Nautilusa przed rozpoczęciem pracy w Apple. Jest zaangażowany w rozwój standardów internetowych i członkostwo w grupie roboczej do spraw HTML 5 w World Wide Web Consortium oraz jest członkiem komitetu wykonawczego Web Hypertext Application Technology Working Group.

## Wykształcenie
Po ukończeniu East High School w Rochester w stanie Nowy Jork w 1994 roku został przyjęty na elektrotechnikę i informatykę na MIT i otrzymał tytuły bakałarza i magistra inżyniera w 1998 r.
Podczas pracy nad projektem Rethinking CS101 na MIT zaczął w 1997 roku tworzenie z Gregiem Badrosem projektu The Scheme Constraints Window Manager. Napisał również artykuł w „Cognitive & Neural Sciences“ wydawanym przez Office of Naval Research. Temat pracy magisterskiej dotyczącej Zautomatyzowanego wydobywania danych strukturalnych z dokumentów HTML (ang. Automated Extraction of Structured data from HTML Documents) wskazywał na wczesne zainteresowania standardami sieciowymi i programowaniem.

## Eazel
Od lat 1999–2001 Stachowiak wnosił wkład w projekty programistyczne związane z Linuksem i był zatrudniony w Eazel jako jeden z czołowych programistów, wraz z Andym Hertzfeldem oraz Darinem Adlerem w celu utworzenia przeglądarki plików Nautilus. Był również twórcą Object Activation Framework (OAF) dla GNOME od 1999–2001. W 1999 roku został opiekunem interpretera Scheme dla Guile. Podczas pracy dla Eazel pracował również nad przeglądarką obrazów Eye of GNOME, GNOME Libs, Gravevine, GnoP oraz był programistą zajmującym się Medusa, Bonobo, GNOME VFS.
Był również członkiem zarządu GNOME Foundation. W tym czasie Eazel został sprofilowany w Fortune, a Stachowiak został zapytany, dlaczego dołączył do Eazel.

## Apple
Po zamknięciu Eazel, większość starszych programistów (w tym Bob Tribble, Don Melton, Darin Adler, John Sullivan, Ken Kocienda i Stachowiak) oraz pracujący w Netscape nad Mozilla Firefox Dave Hyatt znaleźli w czerwcu 2001 roku zatrudnienie w Apple i zostali przyjęci w 2001 do zespołu odpowiedzialnego za przeglądarkę internetową Safari. 13 czerwca 2001 ogłosił na liście dyskusyjnej, że Apple wydaje JavaScriptCore, framework dla Mac OS X oparty na KJS, silnik JavaScript w KDE.